# Gustav Bastel
Gustav Bastel (* 26. April 1878 in Loitsche; † 20. Mai 1956 in Greifswald; vollständiger Name Gustav Wilhelm Heinrich Bastel) war ein deutscher Stadtbaumeister und Architekt in Greifswald. In den 1920er und 1930er Jahren prägte er das Bild der Greifswalder Vorstädte mit.

## Leben
Der Sohn des Landwirts Karl Friedrich August Bastel (1843–1920) besuchte die Volksschule in Loitsche im Landkreis Wolmirstedt. Im März 1897 schloss er sein Studium an der Kunst- und Baugewerbeschule in Magdeburg mit der Prüfung ab. Anschließend arbeitete er bis 1900 in verschiedenen Betrieben in Koblenz und Groß-Lichterfelde als Bautechniker. Bei der Elbstrom-Bauverwaltung war er von 1900 bis 1902 an Projekten zur Hochwasserregulierung tätig.
1902 wurde er Bautechniker beim Stadtbauamt Greifswald. Unter Anleitung des Stadtbaumeisters Friedrich Johannes Haas (1843–1927) arbeitete er beim Bau des städtischen Elektrizitätswerkes. 1903 leitete er den Neubau der Steinbecker Brücke über den Ryck. 1905 wurde er zum zweiten Stadtbauassistenten ernannt. 1912/1913 baute er auf dem Greifswalder Neuen Friedhof das erste Krematorium in der Provinz Pommern. 1913 unternahm er Studienreisen nach Berlin, Stettin, Köln und Frankfurt am Main, wo er sich über größere städtische Bauten und  mustergültige Volksschulgebäude informierte. In der Greifswalder Bleichstraße wurde von 1912 bis 1916 nach seinen Plänen eine Knabenvolksschule gebaut. Er hatte die Bauaufsicht bei der Errichtung der Stadthalle und des Theaters.  
Nachdem er während des Ersten Weltkriegs zum Kriegsdienst eingezogen worden war, erhielt er im Oktober 1919 die Stelle des Greifswalder Stadtbaumeisters. Er führte verschiedene Bauprojekte der Stadt durch, so 1919 die Gebrüder-Witte-Straße, 1926–1927 den Bau des Volksstadions, 1930 die Franz-Mehring-Straße und die Feldstraße, 1932 den Bau der Ernst-Moritz-Arndt-Schule und den Beginn des Baus der Stadtrandsiedlung. Einen verdienstvollen Beitrag zur Stadtentwicklung leistete er mit dem von ihm entwickelten Wohnungsbauprogramm an der Wolgaster Straße, das sich bis zur Bismarcksäule erstreckte.
Gustav Bastel wurde am 4. Juli 1945 in den Ruhestand versetzt. Als Architekt war er für die Pommersche Landeskirche tätig. Er leitete unter anderem die Restaurierung der Annenkapelle an der Greifswalder Marienkirche. 
Gustav Bastel starb 1956 und wurde auf dem Alten Friedhof beigesetzt. Er war seit 1905 mit Hermine Meyer (1883–1959) verheiratet. Ihr Sohn Günther Bastel (1920–1941) fiel im Zweiten Weltkrieg.